# Didactylomyia longimana
Didactylomyia longimana is een muggensoort uit de familie van de galmuggen (Cecidomyiidae). De wetenschappelijke naam van de soort is voor het eerst geldig gepubliceerd in 1908 door Ephraim Porter Felt.